# Nopsma leticia
Espèce
Nopsma leticia est une espèce d'araignées aranéomorphes de la famille des Caponiidae.

## Distribution
Cette espèce est endémique du département d'Amazonas en Colombie,. Elle se rencontre vers Leticia.

## Description
Le mâle holotype mesure 3,92 mm.

## Étymologie
Son nom d'espèce lui a été donné en référence au lieu de sa découverte, Leticia.

## Publication originale
- Sánchez-Ruiz, Martínez & Bonaldo, 2021 : « Three new species of the spider genus Nopsma (Araneae, Caponiidae, Nopinae) from Colombia. » Zoosystematics and Evolution, vol. 97, no 2, p. 383-392 (texte intégral).